# Püspökladány
Püspökladány là một thành phố thuộc hạt Hajdú-Bihar, Hungary. Thành phố này có diện tích 186,95 km², dân số năm 2010 là 14915 người, mật độ 80 người/km².